# Synode von Agde

Synodialeinteilung Galliens zur Zeit der Synode von Agde.

Die Synode von Agde (lateinisch Concilium Agathense) wurde durch Bischof Caesarius von Arles nach Agde (lat. Agatha) in Septimanien einberufen. Sie fand am 10. September 506 statt und wurde von 35 Bischöfen aus dem südlichen Gallien besucht. Südwestfrankreich und die Provence waren zu dieser Zeit Teil des Westgotenreichs unter Alarich II. Die Westgoten hingen dem Arianismus an, der Großteil der romanischen Mehrheitsbevölkerung jedoch dem Katholizismus. Die Synode diente dem Ziel, die katholischen Diözesen des Gebietes auch gegenüber der arianischen Obrigkeit enger zusammenzuschließen und die Kirchendisziplin aufrechtzuerhalten.

## Beschlüsse der Synode
Die Synode fasste unter anderem folgende Beschlüsse:
1. Beschlüsse zur Aufrechterhaltung der Kirchendisziplin. So sollten Priester, die sich dem vorgesetzten Bischof gegenüber ungehorsam zeigten oder sich hochmütig gegenüber den Gläubigen verhielten, vom Bischof gemaßregelt werden. Die bischöfliche Macht wurde begrenzt und Fehlentscheidungen von einzelnen Bischöfen sollten von ihren bischöflichen Amtsbrüdern aufgehoben werden können. Kleriker, die ihr Amt im Stich ließen oder aus Furcht vor einer Kirchenstrafe bei einem weltlichen Richter Schutz suchten, sollten (ebenso wie der Richter) exkommuniziert werden. Priester und Bischöfe müssten bei der Weihe mindestens das 30. Lebensjahr vollendet haben.
2. Beschlüsse zum Kircheneigentum. Dotationen an die Kirche dürften bei Strafe nicht mehr rückgängig gemacht werden können. Kleriker, die Kirchengut entwendeten, seien zu bestrafen. Geschenke an Kleriker seien Kircheneigentum und nicht Privatgut. Kirchengut dürfe nicht, bzw. nur unter ganz besonderen Umständen veräußert werden.
3. Beschlüsse zum Lebenswandel von Kirchenpersonen. Diese wurden zur Enthaltsamkeit verpflichtet. Sie konnten zwar vor Erlangung ihres Kirchenamts verheiratet sein, durften aber danach keinen ehelichem Umgang mehr pflegen. Im Hause eines Kirchenmannes durften als einzige Frauen nur dessen Mutter, Schwester, Tochter oder Nichte wohnen. Ein Kirchenmann dürfe keine fremden Frauen alleine aufsuchen und auch an keinen Hochzeitsmahlzeiten anderer Personen teilnehmen. Kirchenleute sollten keinen weltlichen Lebenswandel pflegen, beispielsweise keine Jagdhunde oder Falken besitzen. Trunksucht bei Klerikern solle durch 30 Tage Exkommunikation oder körperliche Züchtigung bestraft werden. Die Haartracht und Kleidung von Klerikern wurde geregelt.
4. Beschlüsse zu Klöstern. Diese sollten nur mit Erlaubnis des Bischofs gegründet oder gebaut werden dürfen. Frauenklöster dürften sich nicht in der Nähe von Männerklöstern befinden. Nonnen dürften erst mit dem 40. Lebensjahr in ein Kloster eintreten.
5. Beschlüsse zum Umgang mit und zu den Rechten von Sklaven. Die aufgrund von Verdiensten durch einen Bischof erfolgte Freilassung von Sklaven, müsse durch dessen Amtsnachfolger respektiert werden. Entflohene und wieder aufgegriffene Sklaven eines Bischofs, bei denen zu erwarten sei, dass sie dies wieder versuchen würden, dürften durch den Bischof verkauft werden.
6. Bestimmungen zu den Pflichten der Gläubigen. Laien müssten an Sonntagen während der ganzen Zeit der Messe bis zum Segen des Bischofs anwesend sein. Alle Kirchenmitglieder hätten während der Quadragese das Fastengebot einzuhalten. Die in der Antike gehandhabte Praxis der Aussetzung von Neugeborenen wurde erneut verurteilt. Aufgefundene ausgesetzte Kinder dürften von ihren Findern als eigene Kinder aufgenommen werden, sofern die Eltern nicht ausfindig gemacht würden.
7. Bestimmungen zum Umgang mit den Juden. Den Klerikern und Laien wurde verboten, an den Mahlzeiten der Juden teilzunehmen. Falls Juden zum Christentum konvertieren wollten, müssten sie, da sie die Neigung hätten, zum alten Glauben wieder zurückzukehren, zunächst 8 Monate im Katechumenat verbleiben, bevor sie getauft werden könnten. Nur Personen, die dem Tode nahe seien, dürften früher getauft werden.